# Tyree Wilson
Tyree Wilson (Henderson, 20 maggio 2000) è un giocatore di football americano statunitense che milita nel ruolo di outside linebacker per i Las Vegas Raiders della National Football League (NFL). Al college ha giocato per la Texas A&M University e la Texas Tech University.

## Carriera universitaria
Wilson iniziò la sua carriera nel college football a Texas A&M passando la sua prima stagione come redshirt, potendo cioè allenarsi con la squadra ma non scendere in campo. L'anno successivo disputò 12 partite, mettendo a segno 12 tackle (di cui 3 con perdita di yard) e un sack. A fine stagione optò per cambiare istituto.
Wilson decise di trasferirsi a Texas Tech. La NCAA gli concesse di potere scendere in campo immediatamente, invece di dovere attendere il canonico anno a causa del trasferimento. Wilson divenne titolare della difesa dei Red Raiders verso la fine della sua prima stagione con la squadra, terminando con 38 placcaggi, guidando la squadra con 13,5 tackle for loss e 7 sack. Fu inoltre nominato miglior difensore del Liberty Bowl dopo avere messo a referto due sack nella partita. Nel 2022 contro Kansas subì un infortunio che pose fine alla sua annata.
A fine stagione fu inserito nel First-Team All-American e nella formazione ideale della Big 12 Conference.
A novembre 2022 Wilson annunciò di rinunciare alla sua ultima stagione al college per passare tra i professionisti.
Premi e riconoscimenti
- First-Team All-American (2022)
- First-Team All-Big 12 (2022)

Statistiche al college
| Stagione | Stagione   | Stagione   | Stagione   | Stagione | Stagione | Difesa   | Difesa   | Difesa   | Difesa   | Difesa   | Difesa   |
| Anno     | Squadra    | Campionato | Conference | P        | PT       | T. tot.  | T. sol.  | T. ass.  | Sack     | Int      | FF       |
| -------- | ---------- | ---------- | ---------- | -------- | -------- | -------- | -------- | -------- | -------- | -------- | -------- |
| 2018     | Texas A&M  | FBS Div. I | SEC        | 0        | 0        | redshirt | redshirt | redshirt | redshirt | redshirt | redshirt |
| 2019     | Texas A&M  | FBS Div. I | SEC        | 12       | 0        | 12       | 7        | 5        | 1,5      | 0        | 0        |
| 2020     | Texas Tech | FBS Div. I | Big-12     | 9        | 4        | 10       | 7        | 3        | 1,5      | 0        | 0        |
| 2021     | Texas Tech | FBS Div. I | Big-12     | 13       | 13       | 38       | 26       | 12       | 7,0      | 0        | 0        |
| 2022     | Texas Tech | FBS Div. I | Big-12     | 10       | 10       | 61       | 36       | 25       | 7,0      | 0        | 1        |
| Totale   | Totale     | Totale     | Totale     | 44       | 27       | 121      | 76       | 45       | 17,0     | 0        | 1        |

Fonte: Football Database
In grassetto i record personali in carriera

## Carriera professionistica
Wilson era considerato dagli analisti una delle prime dieci scelte del Draft NFL 2023.
Il 27 aprile fu scelto come settimo assoluto dai Las Vegas Raiders.

### Las Vegas Raiders
Il 12 maggio 2023 firmò il suo contratto da rookie con i Raiders: un accordo quadriennale con un importo di 25 milioni di dollari totalmente garantiti e con un'opzione di prolungamento per un quinto anno.

#### Stagione 2023
Il 21 luglio 2023, prima dell'avvio del training camp estivo, i Raiders inserirono Wilson nella lista degli infortunati non a causa del football, per dargli modo di riprendersi completamente dall'infortunio subito nell'ultimo anno al college. Fu riattivato il 16 agosto 2023, dopo aver superato un controllo medico. Il 29 agosto 2023 rientrò nel roster attivo dei Raiders. Wilson debuttò da professionista il 10 settembre 2023, nella gara della settimana 1 vinta 17-16 sui Denver Broncos, in cui mise a tabellino un tackle. Il primo sack lo mise a segno nel settimo turno, la sconfitta 12-30 contro i Chicago Bears, ai danni di Tyson Bagent. La sua prima stagione si chiuse con 29 tackle, 3,5 sack e un fumble forzato, disputando tutte le 17 partite, nessuna delle quali come titolare.

#### Stagione 2024
Nella sua seconda stagione da professionista Wilson ebbe molto spazio in campo, anche per l'assenza per l'intero anno di Malcolm Koonce per infortunio, ma comunque rimase sempre nel ruolo di subentrante. A causa di un leggero infortunio ad un ginocchio fu costretto a saltare la gara di settimana 2, la vittoria 26-23 contro i Baltimore Ravens Giocò la sua prima partita da titolare nella gara del quarto turno, la vittoria 20-16 contro i Cleveland Browns. Terminò l'annata giocando 16 delle 17 gare della stagione regolare, quattro come titolare, mettendo complessivamente a tabellino 27 tackle, di cui 16 in solitaria, un fumble forzato e 4,5 sack.

## Statistiche

### Stagione regolare
| Stagione | Stagione | Stagione | Stagione | Difesa  | Difesa  | Difesa  | Difesa | Difesa | Difesa | Difesa  |
| Anno     | Squadra  | P        | PT       | T. tot. | T. sol. | T. ass. | Sack   | Int.   | P. Dev | Fmb. F. |
| -------- | -------- | -------- | -------- | ------- | ------- | ------- | ------ | ------ | ------ | ------- |
| 2023     | LV       | 17       | 0        | 29      | 16      | 13      | 3,5    | 0      | 0      | 1       |
| 2024     | LV       | 16       | 4        | 27      | 16      | 11      | 4,5    | 0      | 0      | 1       |
| Totale   | Totale   | 33       | 4        | 56      | 32      | 24      | 8,0    | 0      | 23     | 2       |

Fonte: Football Database
In grassetto i record personali in carriera